# Strelka in Nischni Nowgorod
Die Strelka von Nischni Nowgorod (russisch Стрелка Нижнего Новгорода, kurz Стрелка/Strelka) ist eine der wichtigsten Sehenswürdigkeiten von Nischni Nowgorod. Sie liegt am Zusammenfluss der Flüsse Oka und Wolga.

## Beschreibung
Die Strelka (russisch für „Landzunge“) trennt die Oka und die Wolga. Früher war sie ein Hafen für Frachtschiffe, die in Nischni Nowgorod ankamen und von dort abfuhren. Auf der Landzunge befindet sich eine weitere Attraktion der Stadt – die Alexander-Newski-Kathedrale.
Auf der Strelka ist ein Stadion für die Fußball-Weltmeisterschaft 2018 gebaut. Die U-Bahn-Station Strelka wurde ebenfalls 2018 in Betrieb genommen. Nach deren Fertigstellung wird auch ein Park auf der Strelka entstehen.

## Geschichte

### Vom 16. bis zum 20. Jahrhundert

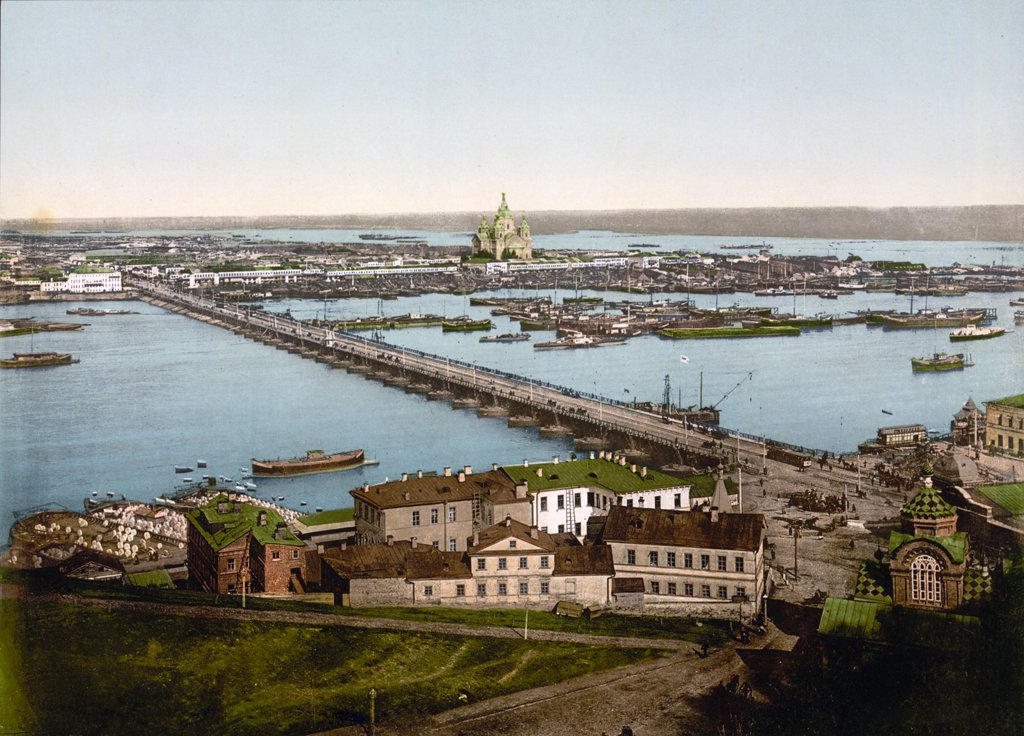
Blick auf die Strelka und die Alexander-Newski-Kathedrale. Andrei Karelin und Iwan Schischkin, 1880.

In der Zeit des russischen Zarentums war die Strelka das Zentrum des Strelizki-Lager von Nischni-Nowgoroder-Ujesd. Daher wird dieser Ort heute so genannt. Später begann sich der Flusshafen hier zu entwickeln. Dieser Ort war praktisch zum Entladen und Verladen von Fracht- und Handelsschiffen, die in Nischni Nowgorod entlang der Oka und der Wolga ankamen. Das flache Ufer an der Kreuzung von zwei Flüssen wurde für den Bau von Liegeplätzen rentabler als der hohe Nischni Nowgoroder Hügel. Sibirische Anleger wurden am Ufer auf der Seite der Wolga gebaut.
Während der Zeit des Russischen Kaiserreichs wurden Petersburger Anleger auf der Seite der Oka hinzugefügt. Eine neue Etappe in der Entwicklung des Flusshafens an der Strelka war die Übertragung der Messe von Makariew 1817. Seitdem hat der Frachtumschlag der Wasserstraßen mehr als 70 Millionen Pud (1,15 Millionen Tonnen) betragen. Im Jahr 1880 wurde die Alexander-Newski-Kathedrale auf der Strelka erbaut. Während der Allrussischen Handwerksausstellung 1896 wurden Gästehäuser und Ausstellungspavillons gebaut. Auch die erste Straßenbahn wurde eröffnet, die die Stadt mit der Messe verband.

### Die Sowjetzeit

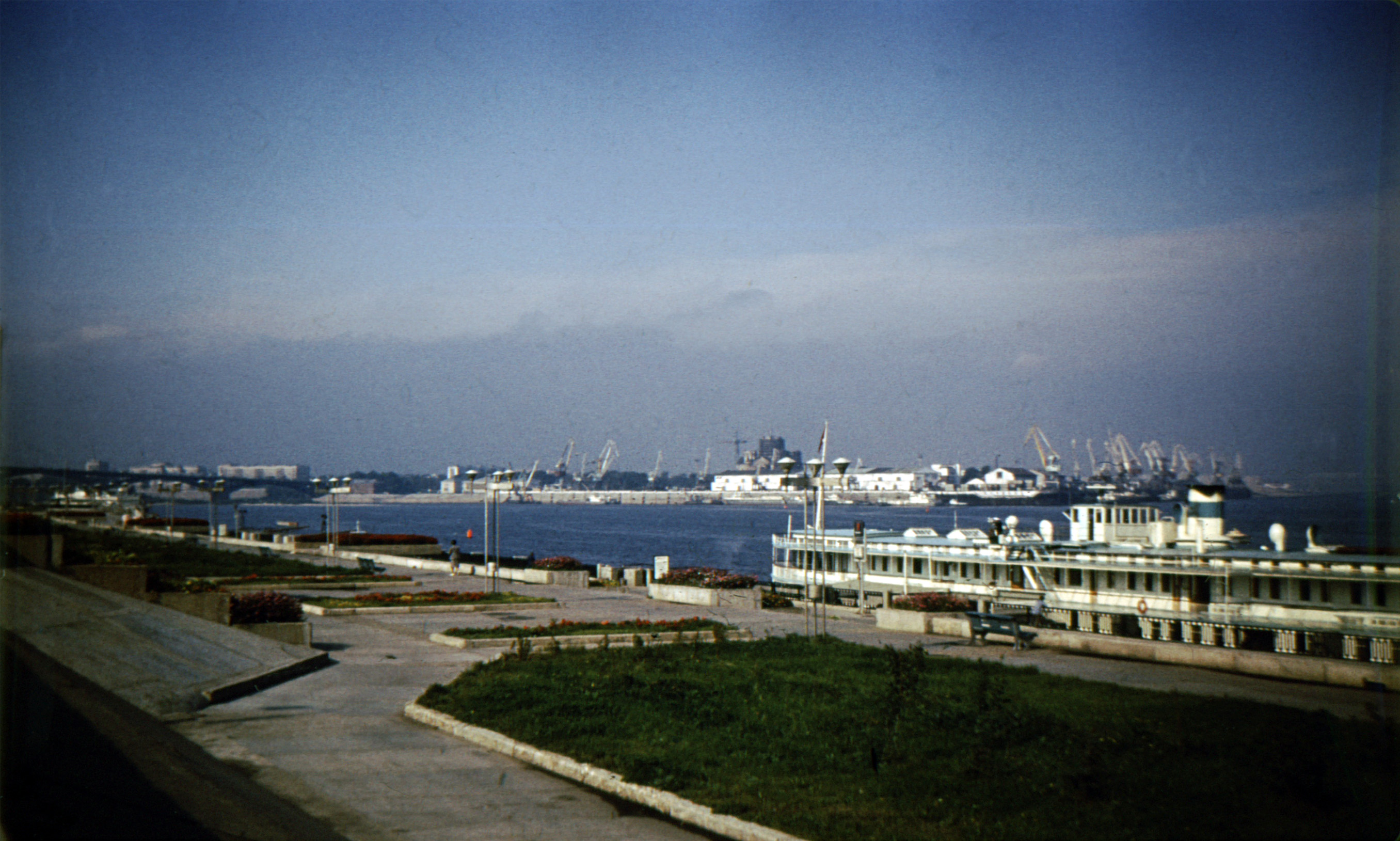
Die Strelka in der Sowjetzeit. Ein dunkelgraues Gebäude in der Mitte ist die ehemalige Alexander-Newski-Kathedrale, die in ein Lagerhaus umgewandelt wurde. 1985.

Während der Sowjetunion hat sich das Gebiet der Strelka stark verändert. Am 5. Februar 1918 wurde die Verwaltung der Werften eingerichtet. Im Jahr 1932 wurde auf diesem Territorium ein großer Frachthafen gebaut. In den späten 1930er Jahren begann die Zerstörung der Alexander-Newski-Kathedrale. Auf dem Gelände der Kathedrale war geplant, einen riesigen Leuchtturm mit einem Denkmal für Wladimir Lenin zu bauen. Allerdings wurden nur das Dach und die Kuppeln demontiert. Während der gesamten Sowjetzeit wurde es als Lager und Gemeinschaftsunterkunft für die Hafenarbeiter genutzt. Während des Zweiten Weltkrieges wurde auf dem Dach der Kathedrale anstelle der zentralen Kuppel ein Flak-Maschinengewehr installiert, um Luftangriffe der deutschen Luftwaffe auf den Hafen abzuwehren. Die Verteidigung der Strelka erlaubte den Deutschen nicht, das Hafengebiet und die Okski-Brücke (jetzt die Kanawinski-Brücke) zu bombardieren. Nach dem Krieg begann der Hafen den Frachtumschlag zu erhöhen und wurde zu einem der größten in der Sowjetunion. Während des Kalten Krieges wurde an der Strelka ein Netz unterirdischer Atomschutzbunker errichtet. Im Jahr 1983 begann die Restaurierung der Alexander-Newski-Kathedrale.

### Aktuelles Russland

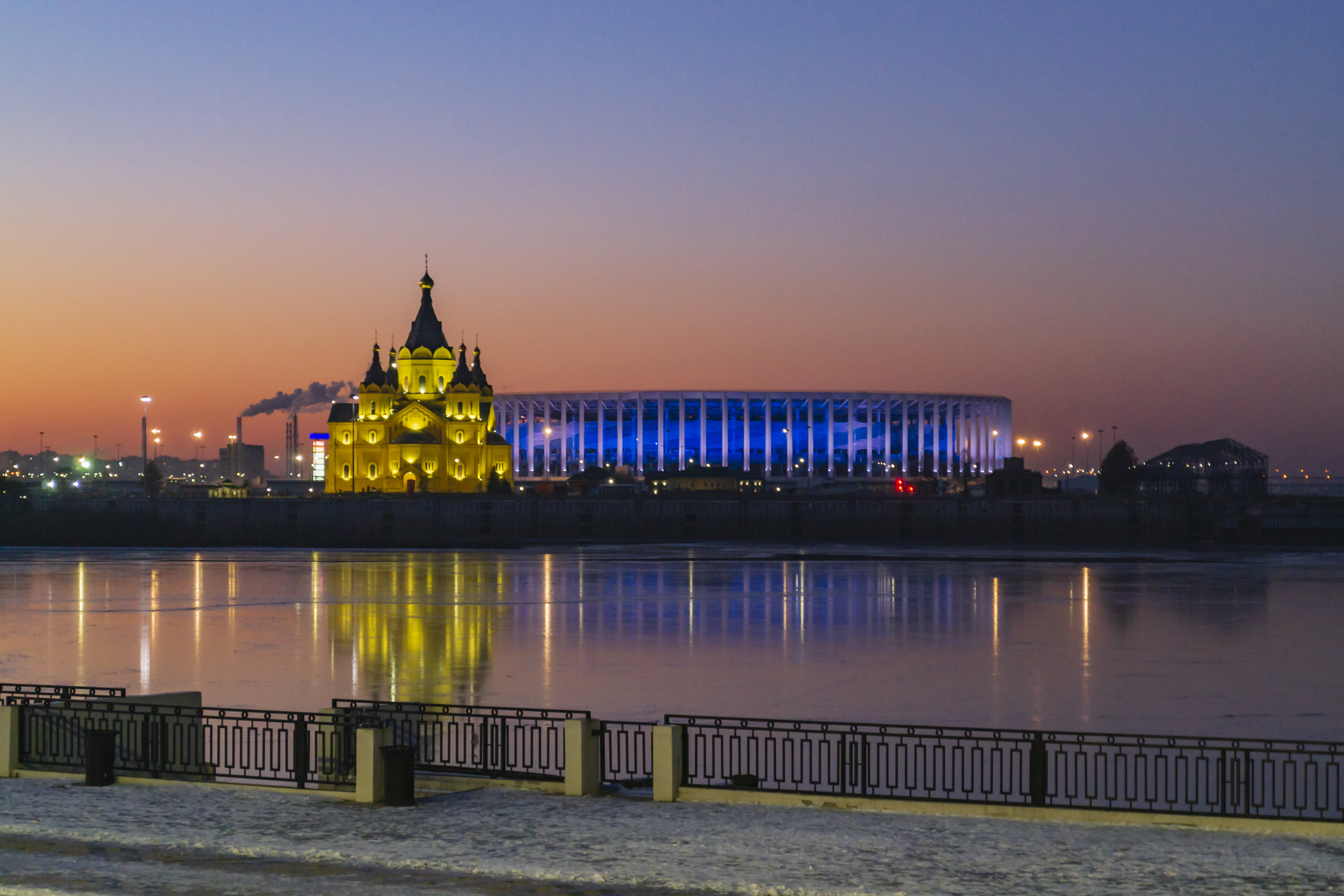
Blick auf die Strelka, die Alexander-Newski-Kathedrale und das Stadion Nischni Nowgorod bei Nacht. 2020

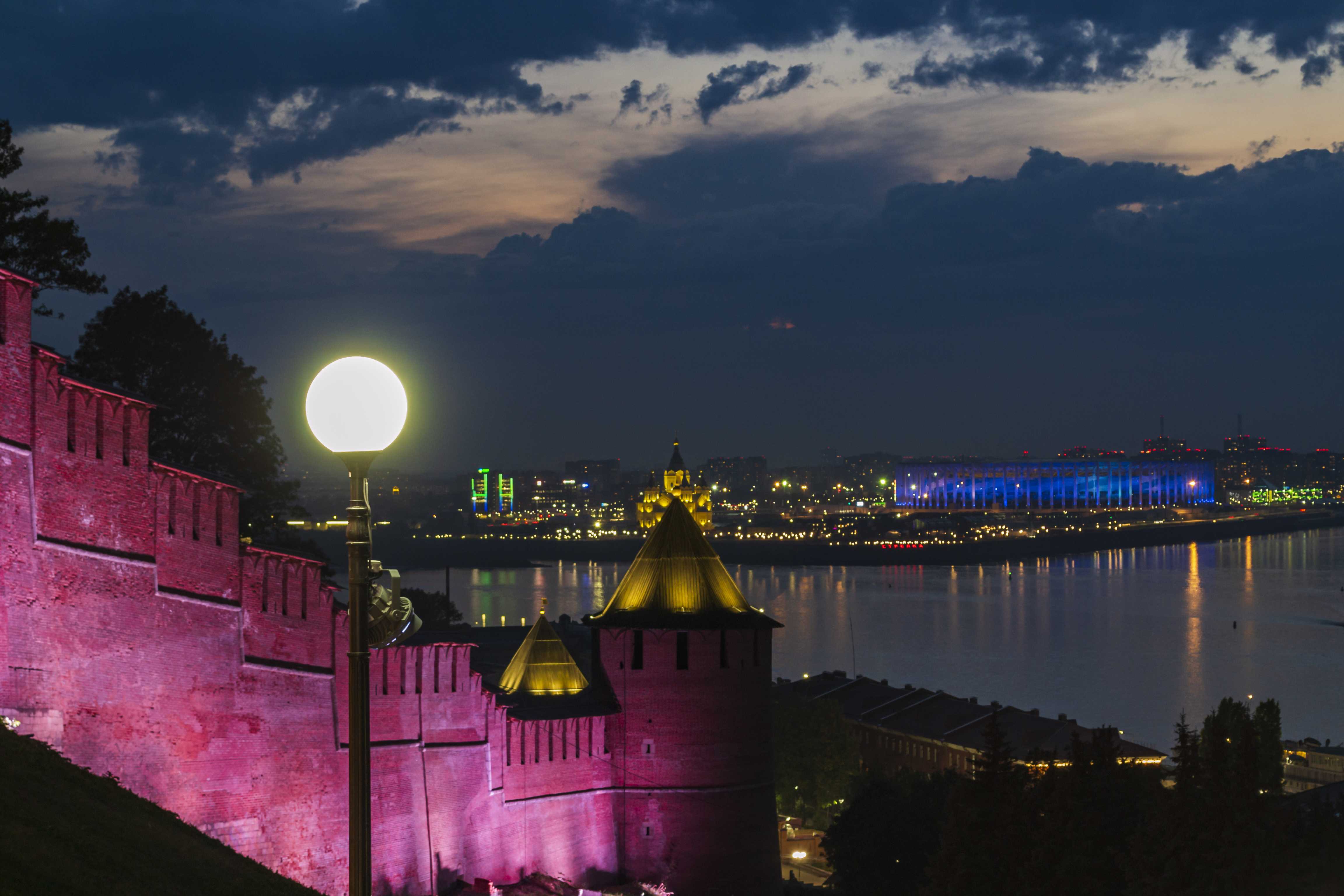
Turm von St. Boris und Gleb des Nischni Nowgoroder Kreml und Strelka

Nach dem Zerfall der Sowjetunion wurde der Hafen an der Strelka privatisiert. Um ihn herum wurden private Gebäude und Garagen gebaut. In den 90er Jahren kümmerte sich der Stadtrat und die Bürger nicht um das Äußere der Strelka. Die Restaurierung der Alexander-Newski-Kathedrale wurde abgeschlossen. In den frühen 2000er Jahren änderte sich die Situation. Der Bau eines Ortsteils (Mikrorajon) im Ödland in der Nähe des Hafens begann. Zu Beginn wurde der Ortsteil Sedmoe Nebo gebaut, wenig später eröffnete ein gleichnamiger SB-Warenhaus. Auf dem Territorium wurden weiterhin neue Häuser, Straßen und andere Infrastruktur gebaut. Anfang 2010 gab es Pläne für die Entwicklung des Handels- und Geschäftszentrums Strelka-City. Im Jahr 2015 wurde jedoch bekannt, dass auf der Strelka das Stadion für die Fußball-Weltmeisterschaft 2018 gebaut wird und das Gelände rund um das Stadion komplett neu gestaltet wird. Im selben Jahr wurde der Flusshafen verlegt und seine Funktionen wurden zwischen den Städten Kstovo, Bor und anderen aufgeteilt. In der Nähe des Stadions wird die U-Bahn-Station Strelka gebaut.
Während der Baumaßnahmen im ehemaligen Hafen wurden filigrane Metallkonstruktionen der Industrie- und Handwerksausstellung 1896 entdeckt, die zum sibirischen Pier transportiert und 1902 in Lagerhäuser umgewandelt wurden. Die Bürger befürworteten die Erhaltung dieser Strukturen am selben Ort und der Ex-Gouverneur unterstützte die Bürger von Nischni Nowgorod. Diese Gebäude sollen wiederhergestellt und für andere Zwecke genutzt werden.  Am 1. August 2017 wurden alte Betonlagerhäuser abgerissen, die in den 1930er Jahren in der Sowjetzeit gebaut wurden. Sie hatten keinen historischen Wert. Die Medien und liberale Aktivisten präsentierten diese Informationen jedoch, als ob die historischen Lagerhäuser abgerissen würden.
Am 1. November 2016 begann der Bau einer Autobahn auf dem Wolga-Ufer von Strelka entlang des Ortsteils Meschtscherskoje Osero. Die Planung und den Beginn des Baus begleiteten Proteste der Anwohner, die erneut von den Medien und Liberalen unterstützt wurden. Die Einwohner betrachteten diesen Bereich als ihr Naherholungsgebiet und nannten es auch eine ökologische Zone. Dieser Uferbereich wurde jedoch vollständig zerstört und verschmutzt. Dies entspricht in keiner Weise den Bedürfnissen der Bürger nach einer vollwertigen Ruhezone.
Eine weitere Entdeckung waren die unterirdischen antinuklearen Bunker, die während des Kalten Krieges gebaut wurden. Sie wurden im Dezember 2016 gefunden. Öffentliche Vorschläge wurden zu ihrer Erhaltung und Umwandlung in ein Museum des Kalten Krieges gemacht.